# بيت شراق (بلاد الروس)

تعديل مصدري - تعديل

بيت شراق هي إحدى قرى عزلة ربع العبس بمديرية بلاد الروس التابعة لمحافظة صنعاء، بلغ تعداد سكانها 120 نسمة حسب تعداد اليمن لعام 2004.